# Faustachse

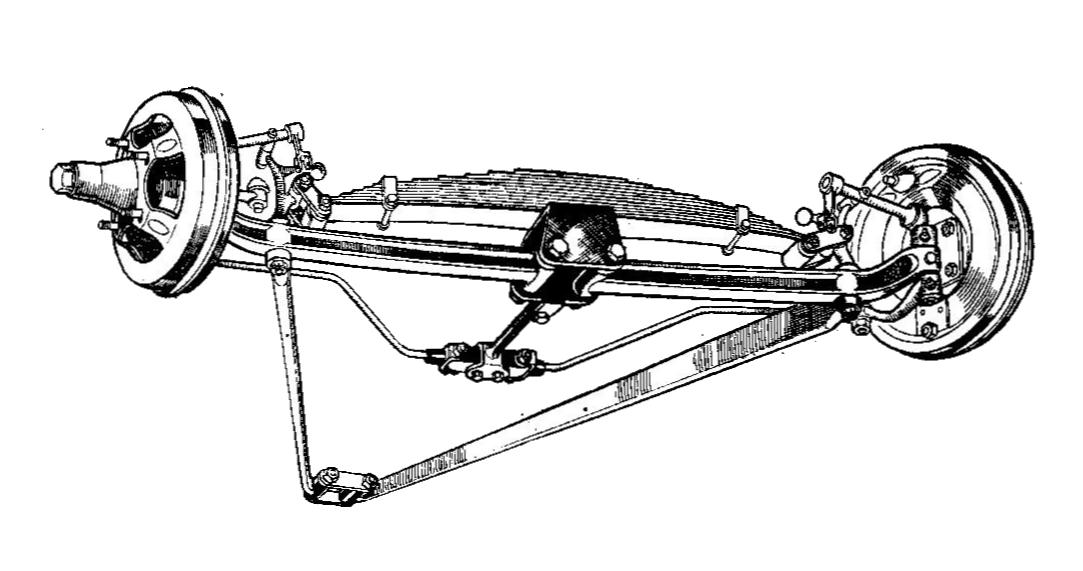
Zeichnung einer Pendelachse als Faustachse

Die Faustachse ist eine Bauform gelenkter Starrachsen, oder Pendelachsen, und findet sich noch vor allem in hinterachsgetriebenen Lastkraftwagen. Faustachsen sind stets nicht angetriebene Achsen und meist gekröpft. Sie haben auf jeder Seite ein faustartig verdicktes Ende mit senkrechter oder schräg-senkrechter Bohrung, durch die ein Bolzen geschoben wird, auf dem der gegabelte Achsschenkel beweglich gelagert wird. Die Räder können zum Lenken sehr weit eingeschlagen werden, diese Bauart bedingt allerdings, dass durch die Achsenden keine Antriebswelle geführt werden kann – deshalb ist die Faustachse nicht angetrieben. Wegen ihrer einfachen Bauart sind Faustachsen günstiger herzustellen als Gabelachsen.